# Sturmklammer

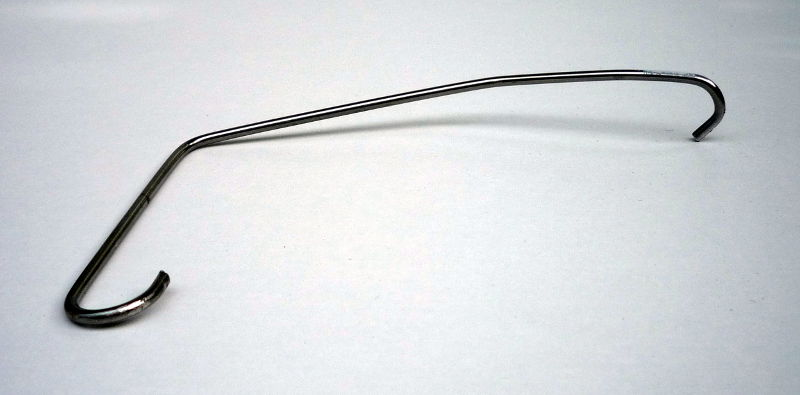
Typische Sturmklammer aus Edelstahl

Sturmklammern sind rostfreie Metall- oder Kunststoffklammern zur Fixierung von Dachziegeln, Dachsteinen oder Dachplatten auf einer Traglattung.
Sie verhindern das Abheben bei starkem Windsog und gewährleisten eine höhere Sicherheit. Man spricht hier auch von einer professionellen Windsogsicherung.

## Arten
Übliche Sturmklammern sind Kopfklammern, Kopf-Seitenfalzklammern, Seitenfalzklammern, Kopf-Fußklammern oder Multiblock-Klammern. Die Bezeichnungen variieren zudem je nach Hersteller.

## Einsatzzweck
Sturmklammern müssen bei der Dachdeckung nach genau festgelegter Menge je nach Windzone eingebaut werden. Deutschland ist in vier Windzonen eingeteilt, nach denen Dachdecker Sturmklammern ins Dach einbauen. Zum anderen fließen Faktoren wie die Dachform, Dachneigung sowie die Gebäudehöhe in die Berechnung ein. Daraus leitet der Experte ab, ob jede einzelne Dachpfanne oder nur jede zweite bzw. dritte mit einer Sturmklammer oder -kralle zu befestigen ist. (Regelung zur Dacheindeckung)
Die Installation von Sturmklammern durch den Dachhandwerker minimiert die Auswirkung von Windsog und gibt den Dachpfannen einen deutlich sicheren Halt gegen Abrutschen. Wie viele Sturmklammern pro Dach benötigt werden, hängt von mehreren Faktoren ab, die z. B. im Regelwerk des Zentralverband des Deutschen Dachdeckerhandwerks nachgeschaut werden können. Dafür bestimmt der Dachhandwerker zuerst die vom Deutschen Institut für Normung (DIN) festgelegte Windzone. Außerdem beachtet er die individuellen Eigenschaften des Daches sowie des Hauses.

## Befestigung
Die meisten Sturmklammern werden einfach in den Seitenfalz gehängt und in die Lattung geschlagen oder geklemmt.
Eine genaue Analyse, welche Sturmklammern benötigt werden, ist vor Beginn einer Dacheindeckung notwendig. Dies kann entweder selbst anhand der Tabellen im Regelwerk des Zentralverbandes des Deutschen Dachdeckerhandwerks (ZVDH) berechnet werden oder anhand spezieller Berechnungsprogramme im Internet.
Im Regelwerk des ZVDH wird unter Punkt 4.2.2.3 "Ermittlung der erforderlichen Windsogsicherung" folgendes beschrieben:
" (1) Die Sicherung der Dachdeckung gegen Windsog kann durch
- Eigengewicht der Dachdeckung und ggf. zusätzliche
- mechanische Befestigung, z. B. Klammern, Schrauben, Schraubnägel, Nägel, Draht, mechanische Befestigungssysteme

erfolgen. Verklebungen oder Vermörtelungen der Dachziegel bzw. Dachsteine untereinander bzw. direkt auf der Unterkonstruktion sind keine mechanische Befestigung.
(2) Für den Nachweis der Windsogsicherung gilt, dass der Betrag der Windsoglast kleiner gleich dem Wert der günstig wirkenden Eigenlast (Eigengewicht der Dachziegel/-steine je m² [...]) oder dem Abhebewiderstand der verklammerten Dachdeckung [...] sein muss."

## Hersteller
Bekannte deutsche Hersteller für Sturmklammern sind z. B. die (BTS) BauTechnischeSysteme GmbH & Co. KG mit Sitz in Waltrop und die (FOS) Friedrich Ossenberg-Schule GmbH & Co. KG mit Sitz in Hemer. Die meisten Ziegelhersteller verkaufen unter ihrem eigenen Namen Klammern dieser Hersteller.